# Eloi Spinnler
Eloi Spinnler, né le 4 octobre 1994 à Chalon-sur-Saône, est un chef cuisinier français.

## Biographie
Henri Eloi Charles Spinnler est né le 4 octobre 1994 à Chalon-sur-Saône d'un père agronome spécialiste des réactions alimentaires et d'une mère spécialiste en analyse sensorielle. Il déménage dans la banlieue ouest de Paris à l'âge de 3 ans.
En 2008, il entre à l'École Ferrandi Paris, une grande école de gastronomie et d'hôtellerie. Après une classe préparatoire à l'apprentissage d'une année et un baccalauréat professionnel en 3 ans, il décroche un bachelor en management hôtelier en 2015,.
Il enchaîne les passages dans de grands restaurants tels que la Tour d'Argent, le Plaza Athénée à Paris et le Dorchester à Londres, avant d'ouvrir ses propres restaurants parisiens Orgueil en 2022,, et Colère en septembre 2024.
Chacun de ses restaurants porte le nom d'un péché capital (Orgueil, Colère et Envie) et est composé de deux parties : une partie bistro et une partie gastro. Chaque restaurant est également engagé pour la valorisation des petits producteurs, pour le zéro déchet et contre le gaspillage alimentaire, en utilisant toutes les parties des animaux, les épluchures, les pépins,,.
Il met en place des collaborations caritatives, en créant régulièrement des plats en soutien à une association,.
Eloi Spinnler devient populaire sur les réseaux sociaux en 2022 lorsqu'il apparaît dans une vidéo de Squeezie Qui est l'imposteur ?, qui rassemble 29 millions de vues,. En mars 2025, il cumule 259 000 abonnés sur Instagram, 200 000 abonnés sur YouTube et 150 000 abonnés sur TikTok. Il profite de sa notoriété pour sensibiliser ses abonnés au zéro déchet, à la consommation locale et aux repas sains, ainsi qu'aux violences physiques et morales présentes dans les cuisines,. Il rend populaire un harnais en cuir agrémenté de couteaux de cuisine, qu'il porte régulièrement dans ses vidéos sur les réseaux sociaux,,.